# Kenneth Hyltenstam
Kenneth Hyltenstam, född 3 april 1945, är en svensk språkvetare. Han är professor i tvåspråkighetsforskning och är verksam på Centrum för tvåspråkighetsforskning vid Stockholms universitet. Hyltenstams forskningsområden innefattar tvåspråkighet och språkpatologier, andraspråksinlärning, språkbyte/språkbevarande i minoritetsspråk och tvåspråkig undervisning för minoritetsbarn. Han är sedan 2020 ledamot i Sannings- och försoningskommissionen för tornedalingar, kväner och lantalaiset.
Hyltenstam har även skrivit ett antal fackböcker i ämnet, bland andra Tvåspråkighet med förhinder? (redaktör, 1996) och Sveriges sju inhemska språk (redaktör, 1999).
Sedan 2005 är han utländsk ledamot av Finska Vetenskaps-Societeten.